# Franco Basaglia
 (septembre 2014).
Pour les articles homonymes, voir Basaglia.
Franco Basaglia (né le 11 mars 1924 à Venise et mort le 29 août 1980 dans la même ville) est un psychiatre italien critique de l'institution asilaire et fondateur du mouvement de la psychiatrie démocratique (it).
Durant les années 1960, il est l'organisateur à Trieste et à Gorizia des communautés thérapeutiques qui défendent le droit des individus psychiatrisés. Son combat est à l'origine de la Loi 180 visant l’abolition des hôpitaux psychiatriques, devenue effective en 1999 en l’Italie.

## Biographie
Après un doctorat en médecine soutenu auprès de l’université de Padoue en 1949, Franco Basaglia devient psychiatre en 1959. Il va travailler jusqu’en 1961 à la clinique neuropsychiatrique de Padoue, où il s’est spécialisé en maladies nerveuses et mentales en 1953. La même année, il épouse Franca Ongaro (it) avec qui il aura deux enfants. Elle collaborera avec lui à l’écriture de nombreux textes. C’est une période d’intense activité intellectuelle, durant laquelle il se passionne pour la philosophie, particulièrement la phénoménologie et l’existentialisme, qui marqueront durablement son abord de la folie et de la psychiatrie. En 1961, délaissant l’université et un probable avenir doré, il accepte la direction de l’hôpital psychiatrique de Gorizia, entamant ainsi un parcours qui le mènera à l’hôpital de Trieste en 1971, après un bref passage à Parme.

D’emblée, Basaglia instaure des ateliers de peinture et de théâtre à l’hôpital de Trieste, ainsi qu’une coopérative de patients leur permettant de voir leur travail reconnu et rémunéré. En 1973, c’est la naissance de la psychiatrie démocratique, mouvement social qui s’étend à toute l’Italie en interpellant les forces politiques et syndicales. En mars 1973, un immense cheval bleu en carton pâte, Marco Cavallo, sort dans les rues de Trieste. Cette effigie du vieux « cheval de trait à tout faire » de l’hôpital a été fabriquée en coopération par des patients et des artistes engagés à leurs côtés, pour rendre publique la lettre qu’il a adressée aux autorités provinciales… afin d’éviter l’abattoir.

« En substance, je me permets de vous demander très respectueusement de pouvoir bénéficier d’une retraite méritée, bien que non rémunérée. Car je m’engage formellement à pourvoir à ma subsistance, sans peser le moins du monde sur les fonds des finances provinciales. Ce qui, soit dit en passant, s’élèverait à quelque 100 lires par an. En échange de quoi j’essaierai de fournir, pardonnez ma trivialité, une quantité conséquente de fumier, si nécessaire à fertiliser l’immense terrain de l’hôpital . »

Donc ce fameux dimanche de mars, le cheval, des dizaines de patients et tous les sympathisants sortent se balader dans les rues de Trieste. C’est l’ouverture des premiers centres de santé mentale et l’hôpital psychiatrique de Trieste ferme ses portes. En 1978, le parlement italien vote la Loi 180, dite loi Basaglia, qui encadre la fermeture de tous les hôpitaux psychiatriques du pays. En 1979, Franco Rotelli succède à Basaglia à la direction des services psychiatriques de Trieste. En 1980, Franco Basaglia meurt des suites d'un cancer du cerveau.

## Méthode
Refus de l'institution psychiatrique traditionnelle, par la création d'un système d'assemblées, l'instauration de libertés, l'ouverture de tous les services et la participation des médecins à la discussion de tous.
Au départ, la réalité des asiles d'aliénés est oppressive. Il faut établir une lutte contre la déshumanisation des malades et arriver à une « dé-psychiatrisation » afin de pouvoir agir sur un terrain vierge : il faut à tout prix éviter l'étiquette psychiatrique et tout ce qu'elle comporte d'implicite et de réducteur. L'important sera alors de prendre conscience de ce que représente l'individu pour lui-même, de connaître sa réalité sociale et les rapports qu'il entretient avec elle.

« D’après Basaglia, le premier élément à traiter dans l’asile n’est pas la maladie mentale mais la misère qui y règne et la façon dont la société s’accommode de cette réalité. Pour lui, dès lors qu’émerge dans la cité cette lutte politique (jusqu’alors occultée par le maintien des asiles), une modification réelle des soins aux malades devient possible. A Gorizia, Trieste, Parme, l’idéal démocratique est porté avec ferveur par des soignants militants politiques qui transforment le contexte général d’accueil de la folie. »

À Gorizia, on parle de communauté thérapeutique ayant comme moteur les assemblées et les réunions. C'est l'occasion pour les membres de la communauté de se confronter. Cette confrontation entre différents rôles culturels et sociaux introduit un motif de comparaison et de contestation, et crée une dynamique. La communauté donne au malade un statut social nouveau, alors que la société en règle générale, tente de le lui dénier. À Gorizia est mis en avant le fait que le malade est un être sans droits, et c'est de cela que l'on parle. La maladie est mise entre parenthèses afin de favoriser les relations.
Basaglia et ses collaborateurs sont en négation avec les institutions car toutes ont pour fondement :
- dirigeant/dirigé ;
- maître/élève ;
- ceux qui détiennent le pouvoir/ceux qui ne l'ont pas ;
- une relation d'oppression et de violences entre pouvoir et non-pouvoir ;
- notion d'exclusion ; c'est la base de toutes les relations qui s'instaurent dans nos sociétés ;
- dévalorisation du malade et de la maladie, associés à l'impureté et la honte, alors que l'homme "sain" est valorisé, se veut respectable.

La crise de la psychiatrie et la crise institutionnelle sont si étroitement liées que l'on ne saurait dire laquelle des deux est conséquence de l'autre. En hôpital psychiatrique, le malade est celui qui a enfreint la norme. C'est un déviant, qui a commis une infraction et doit être puni. Plus de droits, plus de libertés, et menaces d'injections ou d'électrochocs si la personne ne se tient pas tranquille. Dans une institution totalitaire comme l'est l'hôpital psychiatrique, la fonction de gardiennage tenue par le personnel délivre un seul message aux patients : les gens sains ont besoin de se défendre d'eux.

« Si la maladie mentale est à l’origine perte d’individualité et de liberté, le malade ne trouve à l’hôpital psychiatrique rien d’autre qu’un lieu où il sera définitivement perdu, transformé en objet de la maladie et des rythmes de l’internement. Absence de tout projet, perte du futur, être constamment le jouet des autres sans la moindre pulsion personnelle, voir sa journée scandée et planifiée sur des temps dictés uniquement par des exigences organisationnelles qui, en tant que telles, ne peuvent tenir compte de l’individu singulier et des spécificités de chacun, voilà quel est le schéma institutionnel sur lequel s’articule la vie en asile d’aliénés. »

Or, le soin ne peut être séparé du milieu social dans lequel un individu vit et tombe malade. Basaglia est convaincu que le fou a besoin non seulement de soins, mais aussi de rapports humains avec ceux qui le soignent. Il veut rendre la folie à la société, et la vie sociale à la folie. Il souhaite une prise en charge populaire : la souffrance de l'un est le problème de tous. La réforme psychiatrique passe par une réforme du milieu social et un changement de politique générale.

## Influence en France
Avant la loi 180 les institutions psychiatriques italiennes sont dirigées pour la plupart par des congrégations catholiques dans des établissements asilaires. Ce type d'établissement n'est pas spécifique à l'Italie, les hôpitaux psychiatriques en France fonctionnaient de la même manière bien que gérés par l'État. Tony Lainé en France s'est inspiré de son expérience. La sectorisation menée en France dans les années 1970 n'est pas sans rapport avec l'expérience de Trieste, notamment dans l'accent mis sur l'extra hospitalier.